# إدواردو مارتيني
إدواردو مارتيني (بالبرتغالية: Eduardo Martini‏) (11 يناير 1979 في البرازيل - ) هو لاعب كرة قدم برازيلي في مركز حراسة المرمى. لعب مع غريميو بورتو أليغرينزي ونادي أفاي لكرة القدم ونادي بونتي بريتا ونادي جوفنتودي ونادي برازيل دي بيلوتاس ونادي لاجيادينزي ونادي نوفو هامبورغو.

## وصلات خارجية
- إدواردو مارتيني على موقع قاعدة بيانات كرة القدم.إي يو (الإنجليزية)
- إدواردو مارتيني على موقع Soccerway.com (الإنجليزية)